# 陈堃𨱇

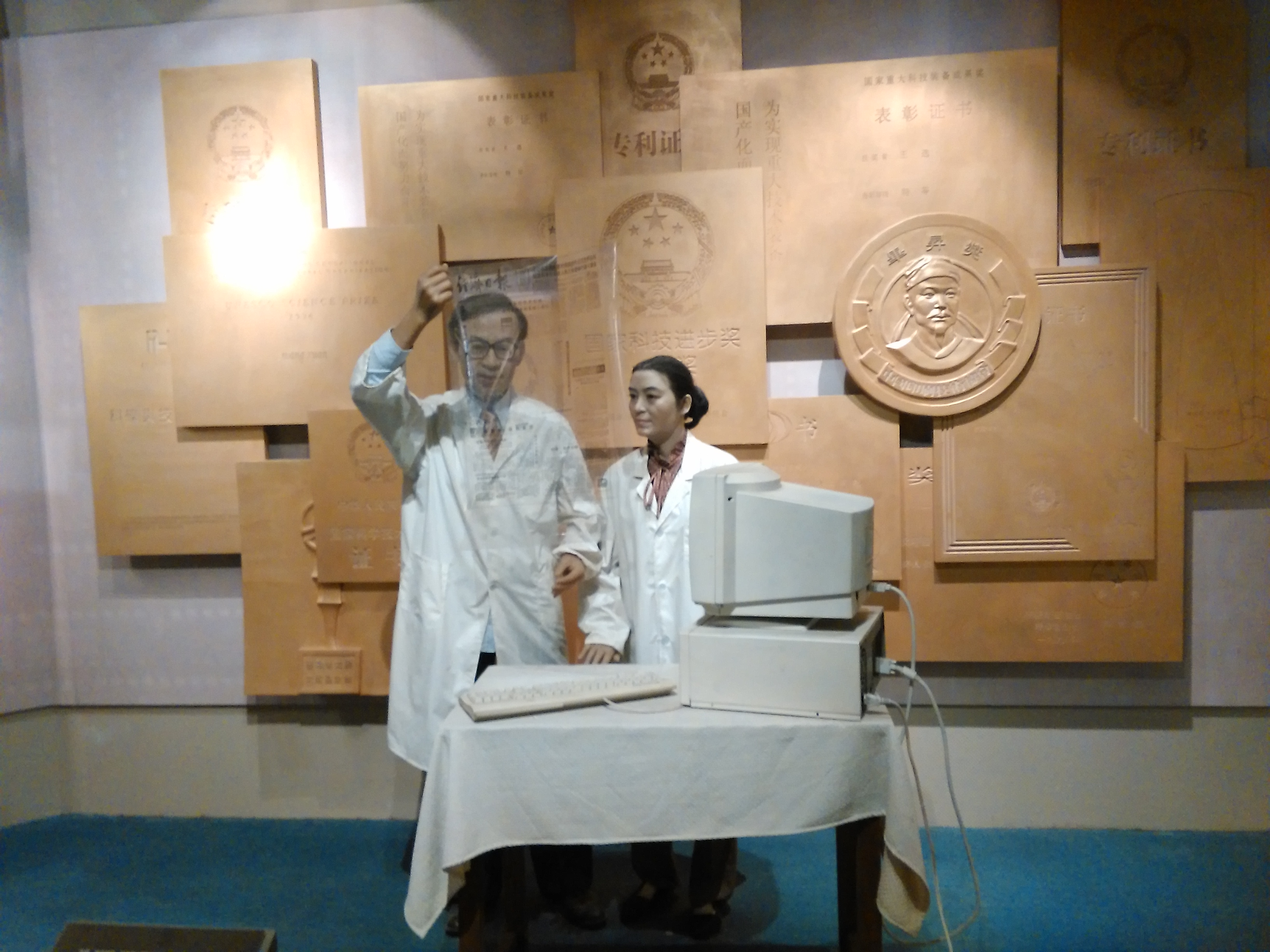
王选、陈堃銶夫妻的雕塑，无锡博物院藏

陈堃銶（1936年6月—），女，上海人，中国计算机科学家，北京大学计算机科学技术研究所教授。

## 生平
陈堃銶早年就读于杭州一中。1953年考入北京大学数学力学系，成为第一届计算数学专业的学生。在校期间她与王选结识，1957年毕业后留校任教。后曾从事ALGOL 60编译系统的研制工作。1967年与王选结婚。1975年起与王选一同参与748工程汉字激光照排系统的研制，是该系统大型软件设计的总负责人与具体实现者。同时她还设计完善了北大版面描述语言BDPDL。1990年代起从事SGML的研究，并且还是国家标准GB 18030的主要起草人之一。2002年被聘为国家电子政务标准化总体组成员。2006年当选中国印刷技术学会名誉理事长。

## 家庭
丈夫王选为计算机科学家。

## 奖项
曾获得国家科技进步一等奖（1987年、1995年）、陈嘉庚技术科学奖（1990年）、毕昇奖（1997年）等奖项。